# 萩澤達彦
萩澤 達彦（はぎさわ たつひこ）は、日本の法学者。法政大学専門職大学院法務研究科教授。成蹊大学名誉教授。

## 略歴
1981年、北海道大学法学部卒業。学習院大学大学院法学研究科修士課程へ進学し、1986年に名古屋大学法学研究科博士後期中退。同大学助手、研究生となった後、中央大学総合政策学部にて助教授へと着任。2003年から成蹊大学法学部教授、2009年、成蹊大学大学院法務研究科教授を経て2019年より、法政大学大学院法務研究科教授。

## 社会的活動
- 2011年 - 青山学院大学法科大学院外部評価委員
- 2015年 - 文部科学省大学設置・学校法人審議会専門委員
- 2016年 - 日本民事訴訟法学会監事

## 著作等
- 『民事訴訟法 (青林法学双書)』（青林書院、1994年）
- 『司法試験シリーズ／第三版／民事訴訟法Ｉ（別冊法学セミナー１３９号）』（日本評論社、1995年）
- 『民事司法の国際動向 (日本比較法研究所翻訳叢書)』（中央大学出版部、1996年）
- 『法と経済学の考え方 : 政策科学としての法律学』（木鐸社、1997年）
- 『日本比較法研究所創立50周年記念 Toward Comparative Law in the 21st Century』（中央大学出版会、1997年）
- 『裁判外紛争処理法』（有斐閣、1998年）
- 『民事訴訟法 (青林法学双書)』（青林書院、1998年）
- 『現代法律百科事典』（ぎょうせい、1999年）
- 『倒産手続と保全処分』（有斐閣、1999年）
- 『民事訴訟の計量分析』（商事法務研究会、2000年）
- 『判例講義 民事訴訟法』（悠々社、2002年）
- 『新法学講義 民事訴訟法』（悠々社、2012年）
- 『よくわかる民事訴訟法』（ミネルヴァ書房、2013年）
- 『判例講義 民事訴訟法』（弘文堂、2019年）

## 専門分野
- 民事法学